# جورج أبيرج
جورج أبيرج (بالسويدية: Georg Åberg)‏ هو منافس ألعاب قوى سويدي، ولد في 20 يناير 1893 في مقاطعة أوسترغوتلاند في السويد، وتوفي في 18 أغسطس 1946 في ستوكهولم في السويد.

## وصلات خارجية
- جورج أبيرج على موقع اللجنة الأولمبية الدولية (الإنجليزية)
- جورج أبيرج على موقع أوليمبيديا (الإنجليزية)
- جورج أبيرج على موقع اللجنة الأولمبية السويدية (السويدية)